# Her Heart's Refuge
Her Heart's Refuge (o His Heart's Refuge) è un cortometraggio muto del 1912 prodotto dalla Lubin. Il nome del regista non viene riportato nei credit del film.

## Produzione
Il film fu prodotto dalla Lubin Manufacturing Company.

## Distribuzione
Distribuito dalla General Film Company, il film - un cortometraggio in una bobina - uscì nelle sale statunitensi il 22 febbraio 1912. Il 21 aprile dello stesso anno, venne distribuito anche nel Regno Unito dalla Moving Pictures Sales Agency.